# Tour Ariane
A Tour Ariane felhőkarcoló a párizsi La Défense üzleti központban. Puteaux önkormányzathoz tartozik.
Azért épült 1975-ben a Tour Générale néven, mert a Société Générale foglalta el a hasznos terület nagy részét. 152 m magas; 2008-ban teljesen felújították.